# Міжнародна академія історії науки
Міжнародна академія історії науки — всесвітня неурядова організація, спрямована на співпрацю вчених усіх країн світу в галузі історії науки.
Ініціатором створення Академії став італійський історик науки А. Мьєлі, який у 1927 році в журналі «Archeion» за листопад-грудень 1927 року надрукував звернення до колег з усього світу про створення галузевої міжнародної організації. 17 серпня 1928 року в Осло на VI Міжнародному конгресі з історичних наук був заснований Міжнародний комітет з історії науки, який у 1932 році перейменували на Академію.
Офіс Академії знаходиться в Парижі (Франція). Академією керує Рада, до якої входять президент, три віцепрезиденти, секретар, архіваріус та скарбник. Колишні президенти також є членами Ради. Під егідою Міжнародного союзу історії та філософії науки і техніки раз на чотири роки проводяться конгреси істориків науки. Разом з конгресом проходить Генеральна асамблея Академії, на якій відбуваються вибори Ради.
Науковці обираються до Академії довічно до однієї з категорій:
- дійсні члени;
- члени-кореспонденти;
- почесні члени, які здійснили значний внесок у історію науки, але не перебувають в Академії.

Нові члени Академії вибираються більшістю голосів за рекомендацією двох дійсних членів.
Академія видає два журнали «Архів» та «Архів міжнародних досліджень з історії науки». 
Раз на два роки вручається дві медалі імені Койре, (названа на честь історика науки Олександра Койре, який був секретарем Академії), причому одна з них для молодих істориків.
Український наукознавець Г. М. Добров у 1965 році був обраний членом-кореспондентом. Почесним членом у 1978 році став український математик Й. З. Штокало. У 1971 році він та український історик математики О. М. Боголюбов були нагороджені медаллю ім. А. Койре за участь у виданні чотиритомної колективної монографії «Історія вітчизняної математики».